# Casa Cruells (Ripoll)
La Casa Cruells és una obra de Ripoll protegida com a Bé Cultural d'Interès Local.

## Descripció
Es tracta d'un edifici amb dos plans de façana amb trets idèntics. L'immoble el formen planta baixa i quatre pisos. A les plantes segona, tercera i quarta hi ha balcons, amb baranes de ferro treballades, i decorats amb motius neoclàssics. A més hi ha unes pilastres neoclàssiques que van de dalt a baix entre els pisos segon, tercer i quart. Els balcons del tercer pis s'aguanten en mènsules decorades. El primer pis presenta unes obertures amb arc de traços lineals.